# Dynamena japonica
Dynamena japonica is een hydroïdpoliep uit de familie Sertulariidae. De poliep komt uit het geslacht Dynamena. Dynamena japonica werd in 1920 voor het eerst wetenschappelijk beschreven door Stechow. 